# Бенкулен-стрит

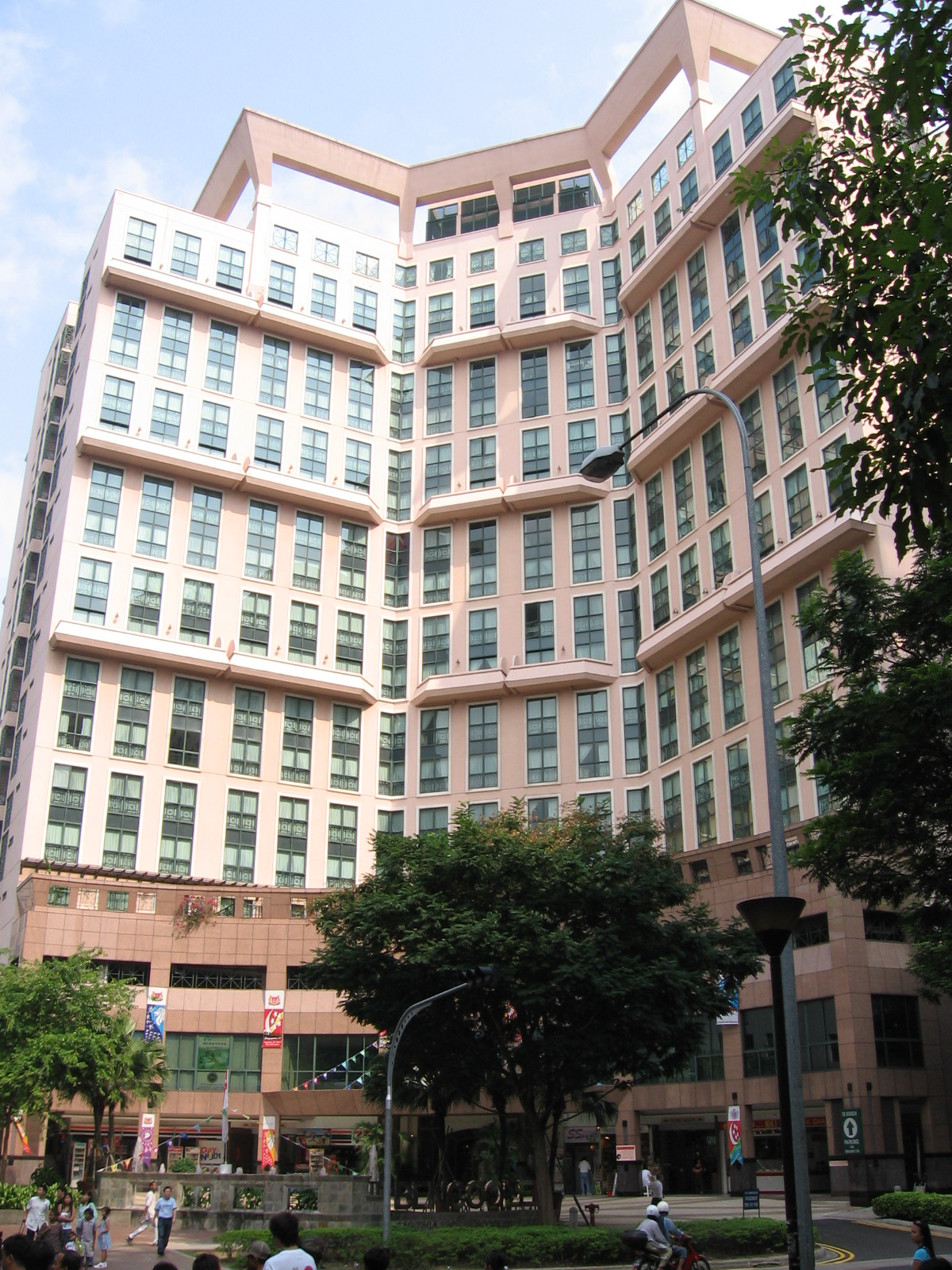
Комплекс Бенкулен на Бенкулен-стрит

Бенкулен-стрит (кит. 明古连街, англ. Bencoolen Street) — улица в Центральном регионе Сингапура, начинающаяся от пересечения Рохор-роуд и Джалан-Бесар и заканчивающаяся на пересечении Форт-Каннинг-роуд, Стэмфорд-роуд и Орчард-роуд. На улице расположено несколько достопримечательностей, включая Сим-Лим-Сквер, Бенкуленскую мечеть и Альберт-комплекс. Также на улице находится несколько гостиниц.

## Название
Бенкулен-стрит названа в память о времени, когда Томас Стэмфорд Раффлз, основатель современного Сингапура, занимал должность лейтенант-губернатора в Бенкулене на Суматре, а также в связи с расположением на месте Кампонг Бенкулен.

## История
В 1819 году вместе с Раффлзом на остров Сингапур прибыли малайцы из Бенкулена, обосновавшиеся в районе современной улицы. После сдачи Бенкулена голландцам по англо-голландскому договору 1824 года, число малайских поселенцев выросло. Большинство сингапурских малайцев и евразийцев ведут своё происхождение от бенкуленских малайцев.
Кампонг Бенкулен включает район Бенкулен-стрит, Ватерлоо-стрит, Принсеп-стрит, Миддл-роуд и Альберт-стрит. Бенкуленские мусульмане в период между 1825 и 1845 годами построили мечеть, ставшую известной как Бенкуленская. Первое здание мечети было построено из пальмы нипа, и в 1845 году арабский торговец по имени Саид Омар бин Альджунид перестроил обветшавшее здание. В начале 2000-х мечеть была снесена, чтобы освободить место для нового строительства. Современное здание принадлежит Меджлис Угама Ислам Сингапура, рядом с ней выстроены квартиры для служителей мечети.
Сингапурские китайцы до Второй мировой войны называли улицу chai tng au — «позади вегетарианского дома», что связано с расположенным рядом местом встреч китайских вегетарианцев.